# Hypothyris michaelisi
Hypothyris michaelisi är en fjärilsart som beskrevs av Richard Haensch 1905. Hypothyris michaelisi ingår i släktet Hypothyris och familjen praktfjärilar. Inga underarter finns listade i Catalogue of Life.